# Двоє моряків і генерал
Двоє моряків і генерал (англ. Two Marines and a General) — італійська кінокомедія Луіджі Скаттіні 1965 року.
Роль Кітона є німою, крім слова «дякую», яке він вимовляє у фінальній сцені фільму.

## Сюжет
Йде Друга світова війна. Двоє товаришів по службі Джой і Френк, з волі випадку, виявляються залучені до виконання найважливішої місії — підготувати висадку американського десанту в районі порту Анціо. Завдяки своєму вродженому кретинізму вони руйнують німецьку оборону і виграють війну.

## У ролях
- Франко Франкі — Френк
- Чіччо Інграссія — Джой
- Бастер Кітон — генерал фон Касслер
- Фред Кларк — генерал Захаріас
- Марта Хаєр — лейтенант Інга Шульц
- Франко Рессель — полковник Джагер